# Battaglia di Yorktown
La battaglia di Yorktown (in Virginia) del 1781 fu l'episodio militare finale della rivoluzione americana.
La campagna fu caratterizzata dalle complesse manovre dell'esercito americano del generale George Washington e del corpo di spedizione francese del generale 
Rochambeau che, con la collaborazione decisiva della flotta francese dell'ammiraglio de Grasse, riuscirono a bloccare nella città di Yorktown le truppe britanniche del generale Cornwallis che erano risalite in Virginia dopo aver marciato attraverso la Carolina del Sud e la Carolina del Nord.
Privo di aiuti e bloccato per terra e per mare, il generale britannico decise, dopo un breve assedio e pesanti bombardamenti da parte dell'artiglieria franco-americana, di arrendersi con tutte le sue truppe il 19 ottobre 1781. La battaglia di Yorktown ebbe un'importanza decisiva per l'esito della Guerra d'indipendenza americana e indusse il governo britannico a intraprendere trattative di pace con le colonie americane ribelli; la Francia, le cui forze armate terrestri e navali ebbero un ruolo preponderante nella campagna, ottenne una brillante rivincita sulla Gran Bretagna.

## La battaglia

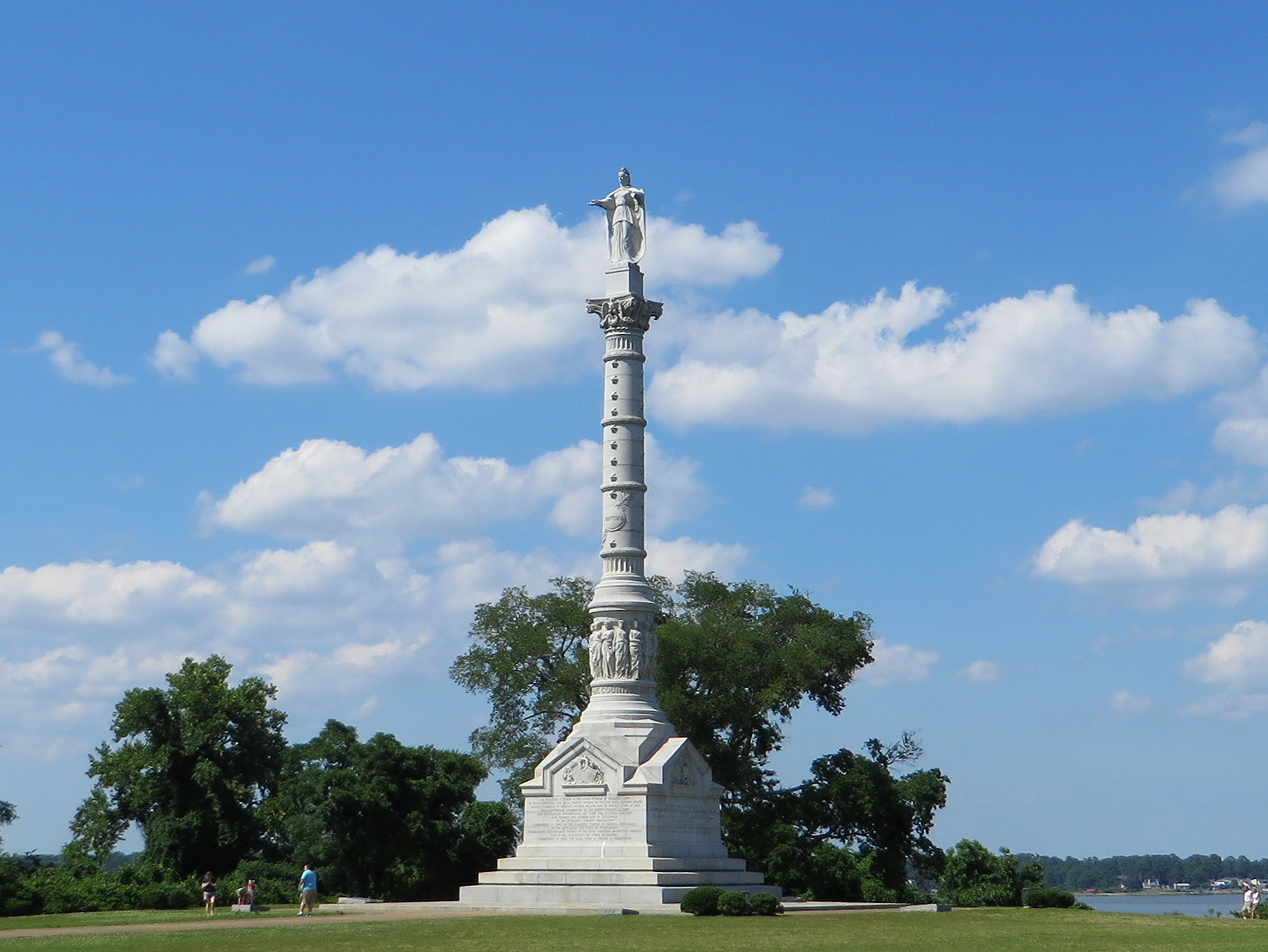
Monumento alla vittoria

La campagna si concluse con la schiacciante vittoria franco-americana grazie a un notevole grado di cooperazione e di coordinamento fra le forze dei due alleati: un esercito francese nel Rhode Island, sotto il comando del conte di Rochambeau, un esercito americano a New York City, comandato dal generale George Washington, un assortimento dei regolari e della milizia americana nella Virginia sotto il Marchese Lafayette, un piccolo squadrone navale francese a Newport sotto il conte de Barras e una flotta francese sotto il conte de Grasse.
Il generale britannico Cornwallis, spostando il suo esercito verso il litorale della Carolina del Nord, quindi, disobbedendo agli ordini dal generale Clinton di proteggere la posizione britannica nella Carolina, marciò verso nord in Virginia. Al generale Cornwallis era stato ordinato di portare tutti i suoi uomini a New York, ma questi ancora una volta non obbedì agli ordini.
Nello stesso tempo, il generale Washington stava progettando di attaccare New York con l'aiuto dei francesi e i britannici, venuti a conoscenza del piano dei patrioti di attaccare New York, non inviarono rinforzi al generale Cornwallis già a Yorktown. Questi, mantenendo tutte le sue truppe che ammontavano a circa 7500 unità, cominciò a fortificare Yorktown e Gloucester Point, dall'altra parte del fiume York. Washington intanto aveva inviato l'aiuto francese, nella persona del marchese de Lafayette, che si trovava in Virginia nella primavera del 1781 con alcune truppe continentali.
Lafayette aveva osservato tutti i movimenti delle truppe di Cornwallis sul litorale della Carolina e la loro disposizione a Yorktown. Dopo aver sentito queste novità, Washington abbandonò il suo piano di attaccare New York e con il generale francese Rochambeau, 2500 soldati continentali e 4000 francesi, iniziò a procedere verso Filadelfia. I vari contingenti arrivarono nella Chesapeake Bay virtualmente tutti nello stesso tempo.
Il generale Clinton, capendo che gli americani non stavano dirigendosi più alla volta di New York, ordinò alla flotta britannica di muovere verso la baia di Chesapeake. Il 30 agosto, il conte de Grasse, con la flotta francese arrivò nella baia di Chesapeake mentre la flotta britannica da New York arrivò soltanto il 5 settembre. Ne seguì una battaglia navale con la marina francese che respinse fuori dalla baia la flotta britannica. I 3 000 soldati francesi dalla flotta navale si unirono all'esercito del generale Washington.
L'obiettivo degli alleati franco-americani era d'intrappolare Charles Cornwallis, che si era stabilito a Yorktown nella penisola della Virginia dopo che non era riuscito a distruggere l'esercito americano del generale Nathanael Greene nella Carolina. Le operazioni di assedio contro Yorktown si aprirono il 6 ottobre 1781, l'artiglieria francese e americana cominciarono un bombardamento quasi incessante delle posizioni di Cornwallis. Dopo aver atteso alcuni giorni che gli ammiragli britannici Graves e Hood navigassero di nuovo verso New York, gli americani attaccarono.
Il 14 ottobre 1781, in una furiosa offensiva contro le difese britanniche, le truppe dei patrioti presero con forza le giubbe rosse che proteggevano il presidio britannico di Yorktown. Armati solo di baionetta gli americani presero il caposaldo. Un attacco simultaneo dei francesi indebolì ulteriormente le linee britanniche. Solo il 17 ottobre Sir Henry Clinton a New York accelerò una spedizione navale verso Yorktown, ma essa fu respinta dal Conte de Grasse. I britannici lanciarono un contrattacco che però, fallì. Le truppe di Cornwallis, numericamente inferiori e sotto costante bombardamento stavano per di più esaurendo i viveri.
Il 17 ottobre fu chiesto l'armistizio, Cornwallis propose dei termini che però risultarono inaccettabili per Washington. Senza speranze, Cornwallis accettò la resa dei suoi 8000 uomini ai 17000 dell'esercito franco-americano. Il generale Clinton, che, quando apprese della resa, stava marciando verso Yorktown con 7000 truppe di rinforzo, decise di ripiegare verso New York. Solo il 19 ottobre Cornwallis accolse la resa incondizionata, accettando i termini di Washington. Questi erano, nel complesso, molto generosi: l'esercito britannico doveva arrendersi agli americani; la marina ai francesi. Gli ufficiali potevano mantenere le loro proprietà, i soldati furono inviati in Virginia, in Maryland o in Pennsylvania, mentre a Cornwallis ed alcuni altri ufficiali fu consentito di tornare a casa sulla parola.